# Măglisjta
Măglisjta (bulgariska: Мъглища) är ett distrikt i Bulgarien.   Det ligger i kommunen Obsjtina Madan och regionen Smoljan, i den södra delen av landet, 190 km sydost om huvudstaden Sofia.